# Ignaz Seelos
Ignaz Seelos (* 14. Oktober 1827 in Bozen, Kaisertum Österreich; † 7. Juli 1902 in Wien, Österreich-Ungarn) war ein österreichischer Maler.

## Leben und Werk
Seelos war der Bruder von Gottfried Seelos und Gustav Seelos, die ebenso wie er Maler waren. Er besuchte ab 1845 das Franziskanergymnasium in Bozen und studierte anschließend ab 1849 in Innsbruck Jus. Sein Studium setzte er von 1850 bis 1851 in Wien fort und schloss es 1852 ab. Daneben besuchte er ab 1850 auch die Akademie der Bildenden Künste in Wien und die private Malschule von Karl Rahl. Es folgte eine Reise nach Italien, gemeinsam mit seinen Brüdern sowie Johann Novopacky und Joseph Selleny.
Seelos dokumentierte in den 1850er Jahren im Auftrag der k.k. Zentralkommission für Denkmalpflege zeichnerisch historische Baudenkmäler im Südtiroler Raum, darunter besonders die mittelalterlichen Fresken auf Schloss Runkelstein bei Bozen. Er wurde 1861 Mitglied der Genossenschaft bildender Künstler in Wien und stellte bis Ende der 1860er Jahre regelmäßig im Österreichischen Kunstverein Genrebilder und Aquarelle aus.

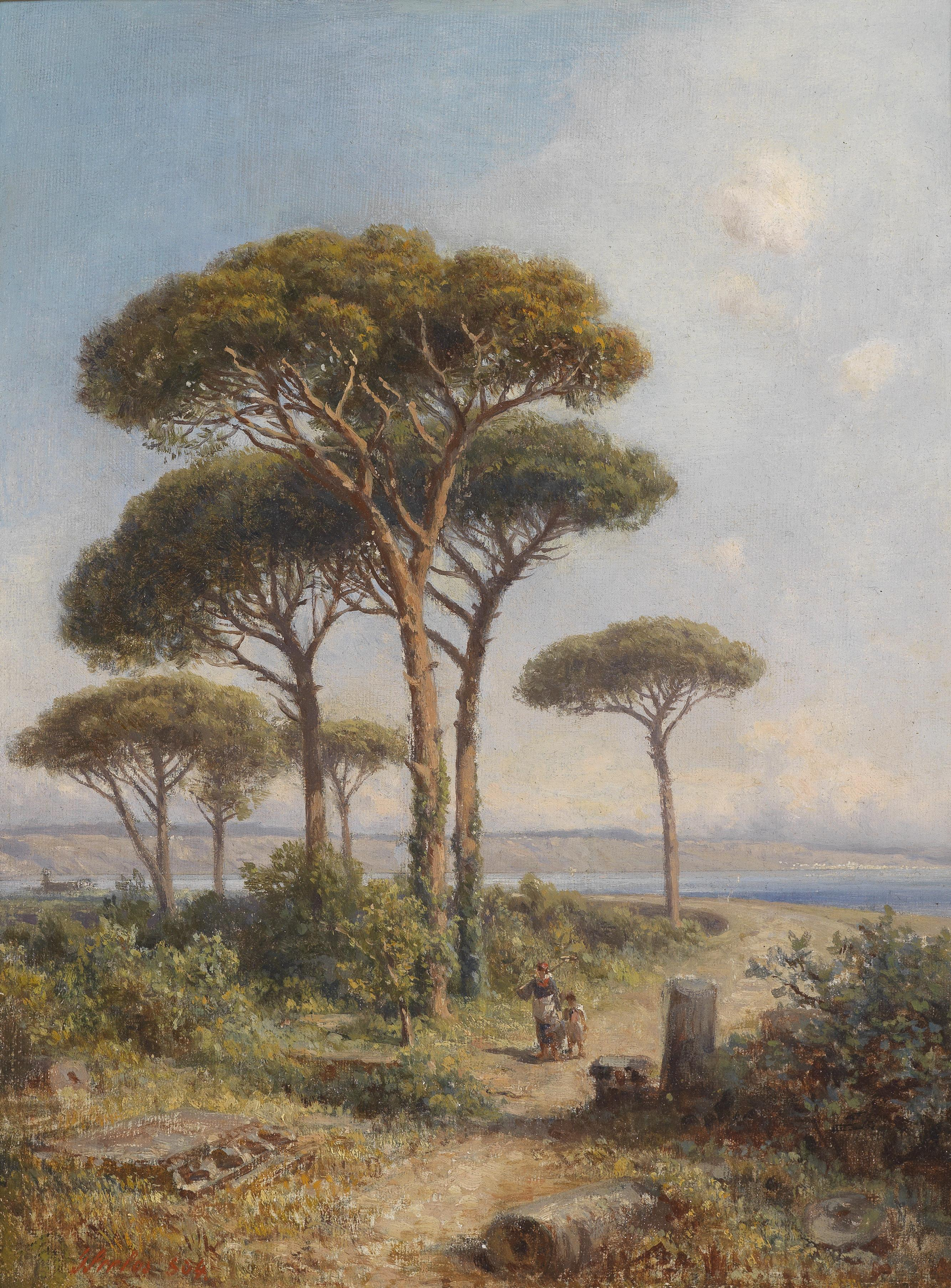
Ignaz Seelos: Südliche Landschaft, 1864

Ein Schwerpunkt im Schaffen von Seelos ist die Blumenmalerei, speziell die Darstellung von Alpenblumen. Die Anregung dazu erhielt er von Joseph Selleny. Seine Aquarelle dienten auch als Vorlage für Illustrationen in dem botanischen Werk Pflanzenleben von Anton Kerner von Marilaun, das von 1887 bis 1891 erschien.
Weitere Publikationen waren 1861 eine Darstellung zum Maskierten Festzug bei der Eröffnung der Gasbeleuchtung in Bozen, gemeinsam mit Heinrich Schöpfer und Karl Vinzenz Moser. 1857 erschien ein Album mit der Darstellung der Fresken auf Schloss Runkelstein im Auftrag des Tiroler Landesmuseums Ferdinandeum und mit dem Text von Ignaz Vinzenz Zingerle. Weiters ist eine zwölfteilige Serie Tiroler Trachten zu nennen, die als Chromolithographien im Visitkartenformat im Druck erschienen.